# Молчанов (Черниговская область)
Молчанов (укр. Мовчанів) — село в Новгород-Северском районе Черниговской области Украины. Население — 8 человек. Занимает площадь 0,12 км².
Почтовый индекс: 16013. Телефонный код: +380 4658.

## Власть
Орган местного самоуправления — Воробьёвский сельский совет. Почтовый адрес: 16013, Черниговская обл., Новгород-Северский р-н, с. Воробьёвка, ул. Красных Партизан, 11.